# Sergels torg (sång)
"Sergels torg" är en låt av den svenska sångerskan Veronica Maggio från dennes fjärde studioalbum Handen i fickan fast jag bryr mig (2013). Låten släpptes som albumets första singel den 20 augusti 2013 på Universal Music. "Sergels torg" nådde plats sex på Sverigetopplistan och tilldelades platinacertifikat av Grammofonleverantörernas förening (GLF).

## Låtlista
- Digital singel[1]

1. "Sergels torg" – 3:48
2. "Sergels torg" (instrumental) – 3:47

- Remixer[3]

1. "Sergels torg" (Chords remix) – 3:45
2. "Sergels torg" (Daniel Beasley remix) –  5:10

## Topplistor
| Topplista (2013)            | Högsta placering |
| --------------------------- | ---------------- |
| Sverige (Sverigetopplistan) | 6                |
| Svensktoppen                | 6                |